# 新口岸新填海區

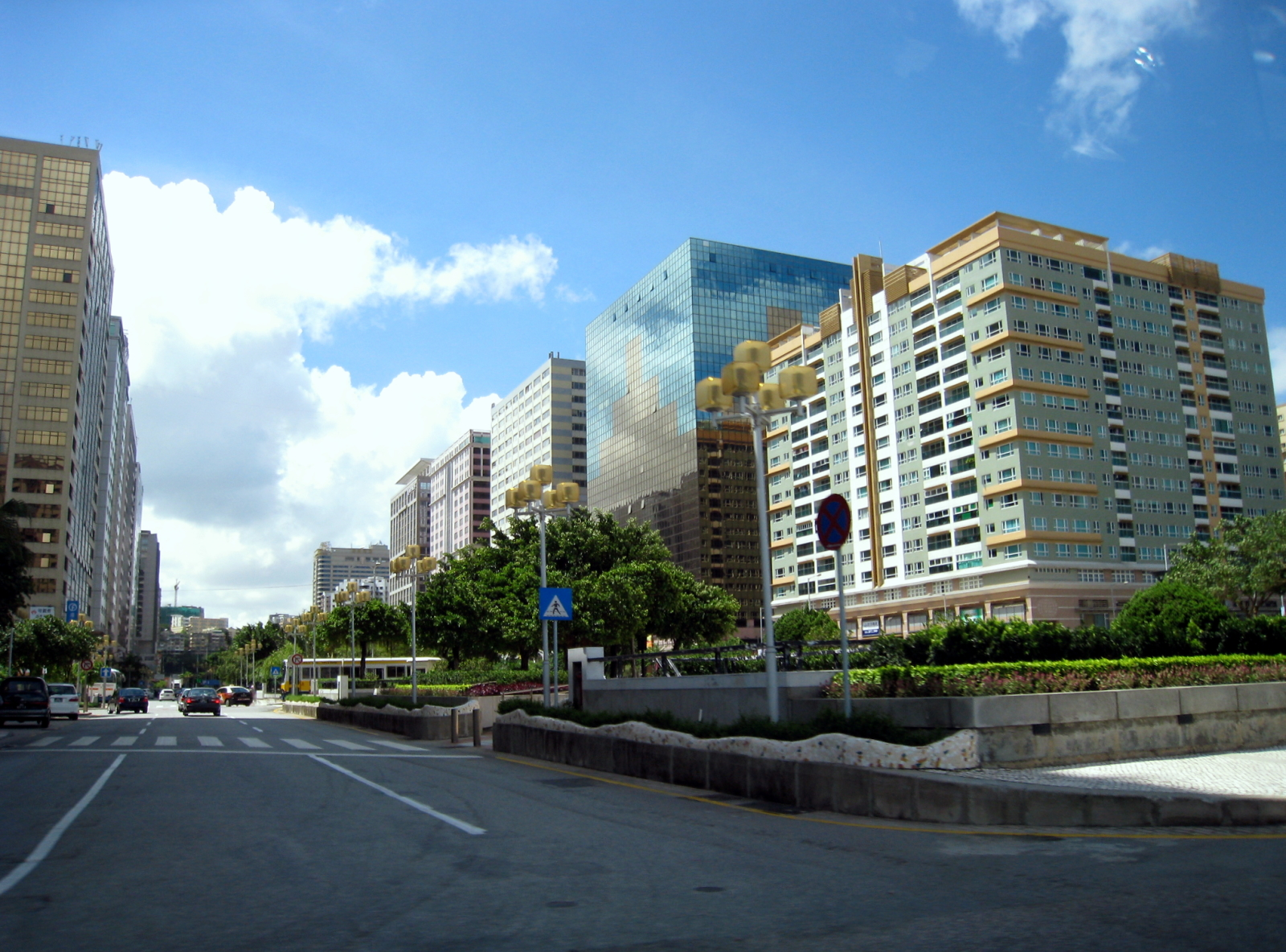
新口岸新填海區上的建築物

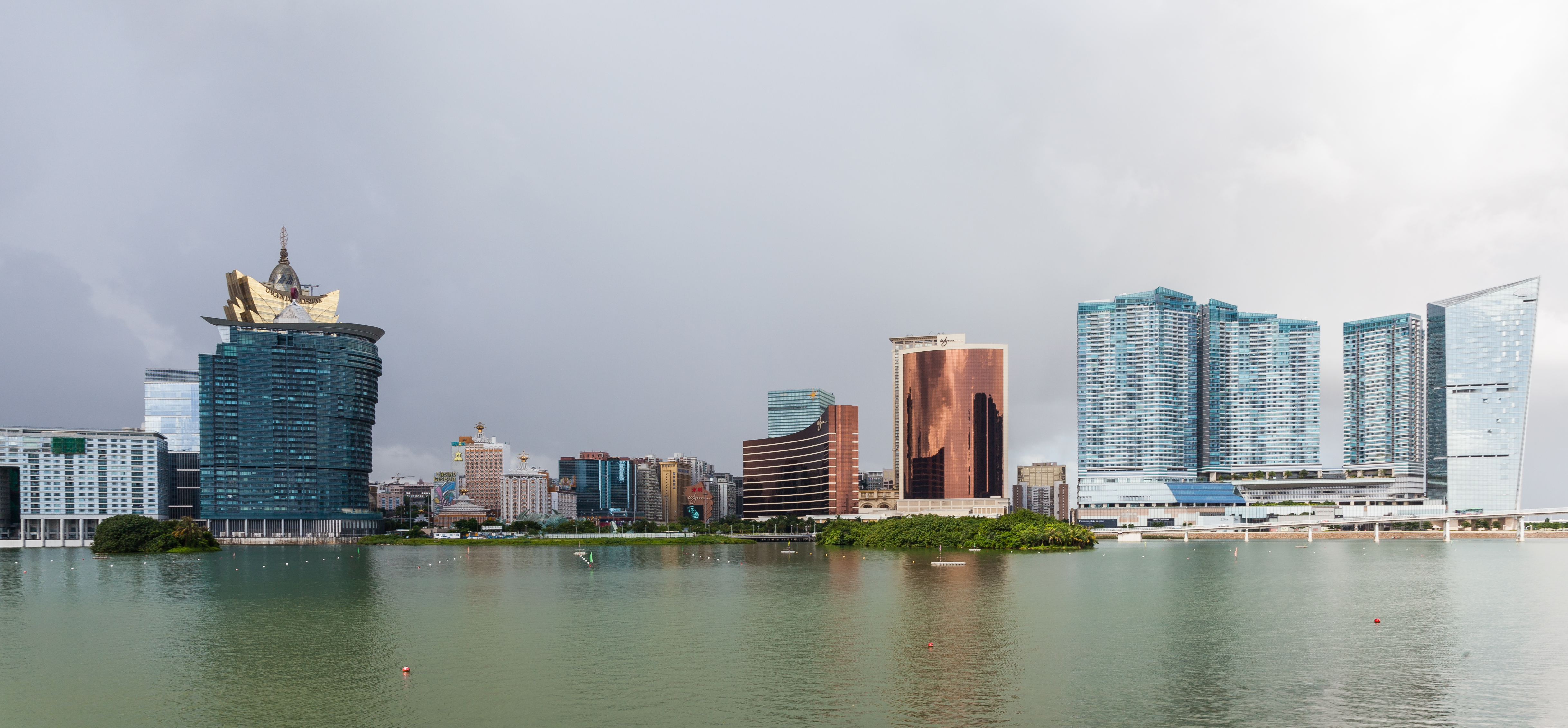
澳門半島皇朝區一帶風景

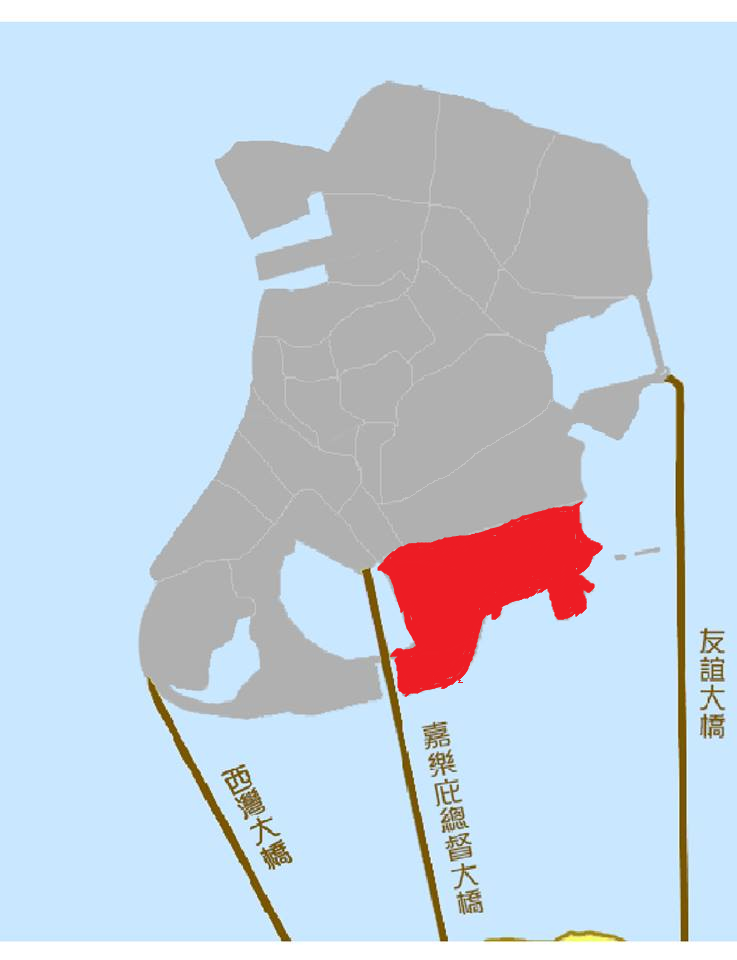
澳門半島上的「皇朝區」

新口岸新填海區（葡萄牙語：Zona Nova de Aterros do Porto Exterior, 簡稱：NAPE），是澳門新口岸新填海地，坊間通稱為「皇朝」。這個區域泛指友誼大馬路以南的地區並以宋玉生廣場為中心，分別向東、西延伸至冼星海大馬路及城市日大馬路兩條縱向的大馬路之間的區域。另一個理解方式可以四點定位法，皇朝區呈矩形，四角點分別為永利澳門渡假村、澳門美高梅、澳門文化中心以及澳門雅辰酒店。

## 行政區劃
新口岸新填海區位於澳門半島東南端，在行政分區（堂區）上屬於大堂區。此區域的土地完全從填海而得來，規劃中為了保留松山燈塔的原有景觀，因此區內的建築物都有高度限制而建起了一系列高度相約的方塊狀建築物。

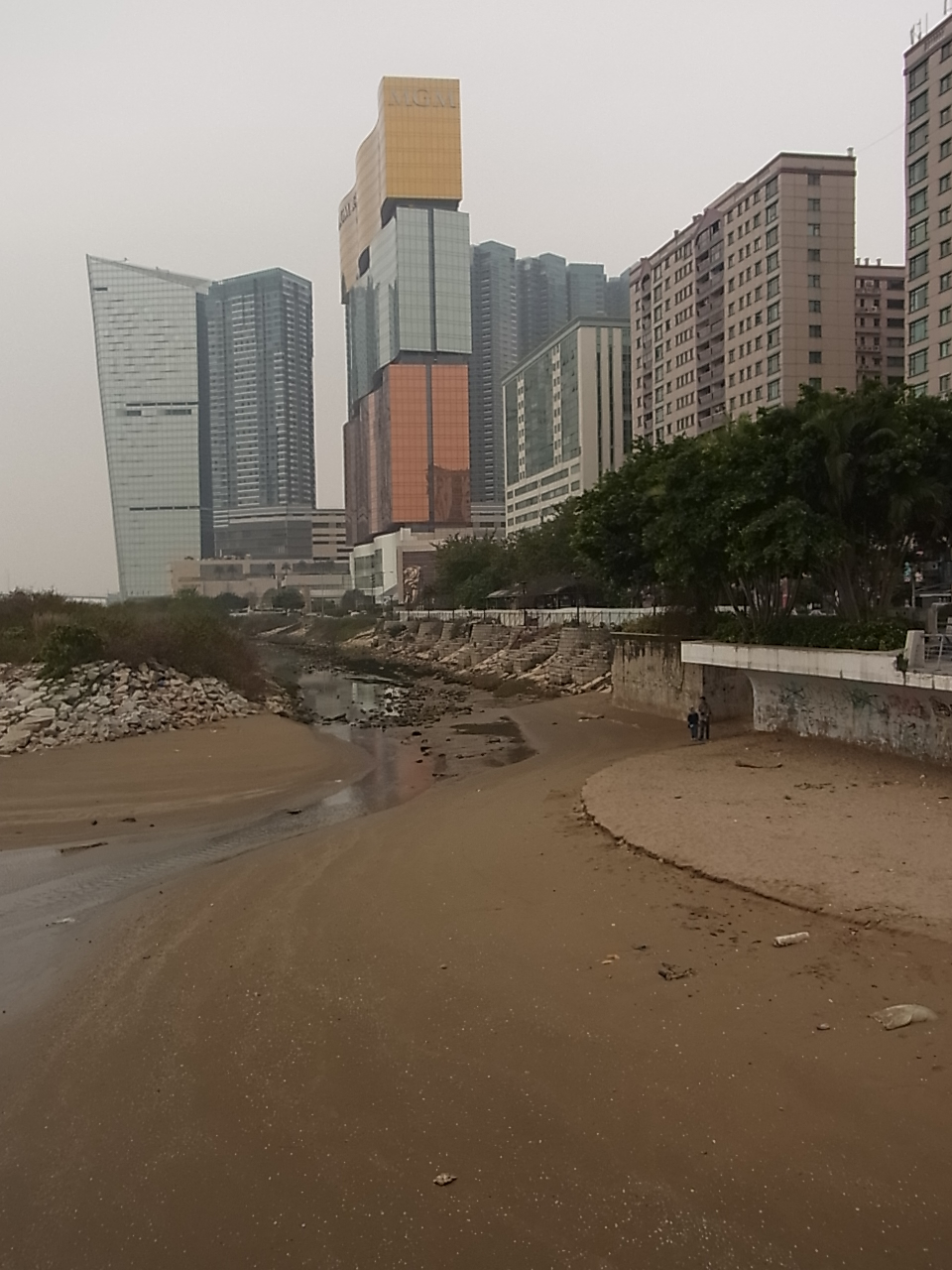
新口岸一未用填海地

## 簡介及名稱起源
新口岸大部份土地從填海而得來，原定規劃為深水港，但因航道收窄而長期未有發展。該地段於20世紀90年代開始分階段被填平，往後因為澳門地積比例不足，因此需要再繼續填海，新填出來的區域稱為「新口岸新填海區」，而皇朝廣場是該新區域第一座新建成的建築物，而且該區面積比較大，同時「新口岸新填海區」名稱冗長，另外，為免「新口岸填海區」（ZAPE）與「新口岸新填海區」（NAPE）混淆，因此坊間以上述建築物的名稱俗稱此區為「皇朝區」。但其中城市日大馬路以西的部分，即包括永利澳門渡假村以及澳門美高梅，是南灣湖計劃的一部份。

### 商業住宅區

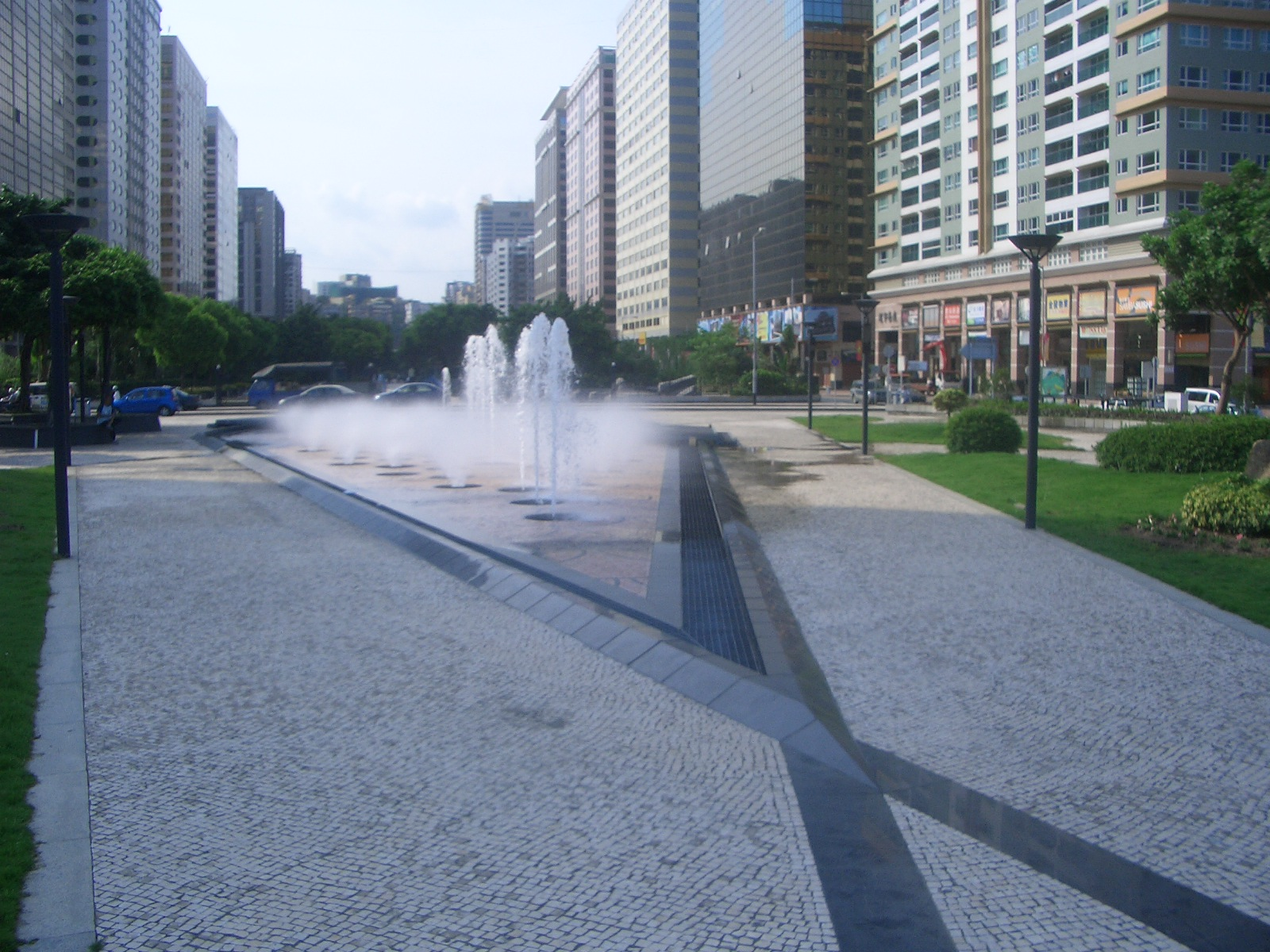
從宋玉生公園看區內林立的商廈

新口岸新填海區的中心（宋玉生廣場）兩旁商業大廈林立，於該區設立辦公室、辦事處的商戶多不勝數，每逢工作日，區內必定人來人往，成為澳門其中一個主要的商業中心。而該系列的商業大廈都是利用雙棟式建築設計，前座是商業大廈，而後座則為住宅大廈，一般商業大廈較住宅大廈高，兩座大廈皆以背向形式設計，成「［　］」形。

### 政府辦公大樓
2022年，政府確定興建於該區兩幅收回的霸地12地段和25地段興建兩座政府辦公大樓，分別是位於光輝商業中心一側和天鑽後面的外港新填海區12地段公共辦公大樓，以及位於澳門文化中心對面的外港新填海區25地段公共辦公大樓，目前兩個地段正在進行基礎和地庫建造工程，上蓋工程仍在規劃中。

## 社區生活

### 飲食
在建設期間，皇朝區內食肆的數量不多，只開設了一些廉價飯店，主要客源是區內建築工人；但往後商廈以及住宅相應落成啟用後，對食肆的需求漸漸大增，各種地區特式食肆逐漸踴現，常見的有日本菜、法國菜、韓國菜、泰國菜和台灣菜等。近年，區內建築業蓬勃發展，大型建設相繼動工，引致大批的地盤建築工人到區內工作，因而令到廉價飯店於區內再度興旺。

### 娛樂

#### 休閒設施
新口岸新填海區心臟地帶的宋玉生廣場是主要地標之一，是區內最大型休閒設施，其次就是位於友誼大馬路旁的藝園，但已被多次改建。

#### 酒吧、卡拉OK
晚上的皇朝區與早上有很大差別，因為孫逸仙大馬路旁（即帝景苑）自皇朝區「成形」後便開設了一系列新興的酒吧，為數五至六間，在澳門已算有一定規模，因此旅遊雜誌都以「酒吧街」、「澳門蘭桂坊」來形容。經過多年發展，該區不斷開設酒吧及卡拉OK，至今整個皇朝區開設的娛樂場所（指酒吧及卡拉OK）已經超過四十間，佔全澳娛樂場所數目近九成，成為青年人晚上的消閒區。

#### 娛樂場
新口岸新填海區初期純粹是一個商業住宅區，但當澳門在2002年開放賭權後，多間大型娛樂場相繼於新口岸區落成啟用，其中永利澳門、星際酒店、凱旋門以及澳門美高梅金殿等都開設於這區之內，而誠豐商業中心更曾開設「波、狗、馬」投注站以及角子機娛樂場，使得新口岸新填海區更多姿多采；但同時引發各界人士關注到賭博滲入社區的問題。

### 教育
新口岸新填海區內設有多間學校，包括教業中學分校、同善堂幼稚園、庇道中學分校、創新中學等。同時澳門理工大學（前澳門理工學院）亦曾於區內設有藝術高等學校和高等衛生學校等，現設有學生宿舍，而中西創新學院、聖若瑟大學科學及環境研究所亦設於此區。

## 景點及建築物
- 澳門雅辰酒店
- 澳門文化中心
- 澳門科學館
- 觀音蓮花苑
- 澳門凱旋門
- 星際酒店
- 永利澳門渡假村
- 澳門美高梅

## 交通
由於新口岸新填海區規劃為一個重要的商業住宅區，因此宋玉生公園底設有一個停車場，而每座商業住宅大廈皆設有停車場，同時所有大廈外圍都設有電單車及私家車泊位。
但由於宋玉生廣場兩側的商業中心非常興旺，區內泊車位依然供不應求，因此區內公共交通需求非常大，但途經宋玉生廣場的巴士路線由高峰期的9條（單方向計算），縮減至5條，主要原因是美高梅金殿落成啟用後，兩家巴士公司把其中的兩條巴士路線都改經城市日大馬路，同時來往澳氹的AP1路線更改路線後不經此區，令區內交通極之不便。
澳門特別行政區政府於2009年公布的澳門輕軌系統第一期建造方案中，將有兩個車站途徑該區，分別為「宋玉生公園站」和「藝園站」；但現在走線調整，「宋玉生公園站」取消，改為在澳門科學館旁邊興建「科學館站」，相信落成後會有助紓緩該區的交通壓力。

### 主要交通幹道
- 城市日大馬路
- 宋玉生廣場
- 孫逸仙大馬路
- 仙德麗街

### 公共交通

#### 巴士
M250 新口岸／柏嘉街（NAPE／Rua Cidade de Barga）
路線：1A、17S、23、50、N1A、N2
M251 捐血中心（Centro Transfusões Sangue）
路線：3A、3AX、5X、8、12、23、50、60、MT5
M252 新口岸／科英布拉街（NAPE／Rua de Coimbra）
路線：1A、17S、39
M253 宋玉生廣場／建興龍（Al. Dr. C. d' Assumpção／Kin Heng Long）
路線：1A、23、50、N1A
M258 宋玉生廣場／東南亞（Al. Dr. C. d' Assumpção／Tong Nam Ah）
路線：3AX、17、17S、60
M260 城市日大馬路／永利（Av. 24 de Junho／Wynn）
路線：65
M262 城市日大馬路／波爾圖街（Av. 24 de Junho／R. do Porto）
路線：3A、8、12、23、39、60、65、MT5
M268 城市日前地（Praceta 24 de Junho）
路線：7、50、50B、60、MT1、MT2、N1A、N2

#### 輕軌
- █  澳門半島線科學館站及藝園站（規劃中）

#### 其他交通
- 的士

## 參看
- 新口岸
- 澳門填海造地